# Lenyra ashtaroth
Lenyra ashtaroth is een vlinder uit de familie wespvlinders (Sesiidae), onderfamilie Sesiinae.
Lenyra ashtaroth is voor het eerst wetenschappelijk beschreven door Westwood in 1848. De soort komt voor in het Oriëntaals gebied.